# Баумгартен (Німеччина)
Баумгартен (нім. Baumgarten) — громада в Німеччині, розташована в землі Мекленбург-Передня Померанія. Входить до складу району Росток. Складова частина об'єднання громад Бютцов-Ланд.
Площа — 38,80 км2. Населення становить 800 ос. (станом на 31 грудня 2020).